# قائمة ولاة خراسان العباسيين
قائمة وُلاة وِلايَة خُراسان في عهد الخِلافة العَبَّاسيَّة وذلك منذ تأسيس الدَّولة عام 750 وحتى خروجها عن سُلطَة الخِلافة العَبَّاسيَّة كُليَّاً عام 872:
| التسلسل | الوالي                     | سنوات الوِلاية | سنوات الحياة | زمن الخليفة            | مُلاحظات                          |
| ------- | -------------------------- | ------------- | ------------ | ---------------------- | -------------------------------- |
| 1       | أبو مُسلِم الخُراسانيُّ         | 750 - 754     | 721 - 754    | السَّفَّاح والمَنْصوُر        | قُتِل بأوامر أبو جعفر المنصور.     |
| 2       | خالِد بنُ إبراهيم الذَّهلي     | 754 - 757     | ؟ - 757      | المَنْصوُر                | ثار عليه بعض الجُند ووقِع فمات.    |
| 3       | عَبدْ الجَبَّارالأزديِّ           | 757 - 758     | ؟ - 757      | المَنْصوُر                | عُزل عَنها وتمرَّد وأُعدِم.            |
| 4       | أبي عبد الله مُحَمَّدْ المَهديُّ   | 758 - 769     | 745 - 785    | المَنْصوُر                | عاد لـ بغداد وعُيَّن وليَّاً لِلعَهْد.    |
| 5       | حُمَيد بنُ قَحْطَبة الطَّائيُّ       | 769 - 776     | ؟ - 776      | المَنْصوُر والمَهديُّ        | توُفي.                            |
| 6       | عَبدَالْمَلِك الخُراسانيُّ         | 776 - 777     | ؟ - 785      | المَهديُّ                 | عُزل عنها.                        |
| 7       | مُعاذْ بْنَ مُسْلِم الخُراسانيُّ     | 777 - 780     |              | المَهديُّ                 | عُزِل عنها.                        |
| 8       | المُسيَّب بنُ زهير التَّميميُّ     | 780 - 783     | 718 - 792    | المَهديُّ                 | عُِزل عنها.                        |
| 9       | الفَضْلُ بنُ سُليْمانَ الطُّوسيُّ     | 783 - 788     |              | المَهديُّ والهاديُّ والرَّشيد | عُزِل عنها.                        |
| 10      | جَعْفَر بنُ مُحَمَّد بنُ الأشْعَث     | 788 - 792     |              | الرَّشيد                 | تُوفي وَوصَّى بإبنِه.                 |
| 11      | اَلْعَبَّاس بنُ جَعْفَر             | 792 - 792     |              | الرَّشيد                 | تولّى بعد أبيه ثم عُزِل.            |
| 12      | اَلغِطْريف بنُ عَطَّاب            | 792 - 792     |              | الرَّشيد                 | عُزِل عَنها.                        |
| 13      | حَمْزة بنُ مالِك اَلْخُزاعْيَُ       | 792 - 792     |              | الرَّشيد                 | عُزِل عَنها.                        |
| 14      | اَلْفَضْلُ بنُ يِحْيَى اَلْبَرْمَكِيُّ      | 792 - 796     | 766 - 808    | الرَّشيد                 | عُزِل عنها.                        |
| 15      | مَنصوُر بنُ يَزيد الحِمْيَريُّ      | 796 - 797     |              | الرَّشيد                 | عُزِل عنها.                        |
| 16      | عليُّ بنُ عيسى بنُ ماهان       | 797 - 806     | ؟ - 812      | الرَّشيد والأمين         | عُزل عنها بعد ثورة رافع بن الليث. |
| 17      | هَرثُمة بْنُ أَعْيُن              | 808 - 809     | ؟ - 816      | الرَّشيد                 | عُزِل عنها، انحاز للمأمون لاحقاً.   |
| 18      | أَبوُ اَلْعَبَّاس عَبدُالله اَلمَأْمون | 809 - 813     | 786 - 833    | الأمين فترة ثم تحاربا  | تَولَّى الخِلافة بعد حربِهِ مع الأمين. |
| 19      | هَرثُمة بْنُ أَعْيُن اَلتَميميُّ      | 813 - 816     | ؟ - 816      | المأمون                | تُوفي.                            |

حَكَمَت السُّلالة اَلْطاهِريَّة وِلايَة خُراسان فَعليَّاً ولَكنَّهم كانوا يُقدِّمون اّلطَّاعة وَالإِخلاص لَلخُلَفاء اَلْعَبَّاسييَّن
وَيُساعِدون بينَ اَلْحينِ وَ الأُخرى في اَلحُروب وإخْماد اَلثَّورات كَما كانوا يَخطِبون لِلخليفة اَلْعَبَّاسي في المَنابِر.
| التسلسل | الوالي                  | سنوات الوِلاية | سنوات الحياة | زمن الخليفة               | مُلاحظات                            |
| ------- | ----------------------- | ------------- | ------------ | ------------------------- | ---------------------------------- |
| 20      | طاهِر الأوَّل بنُ اَلْحُسَينْ    | 816 - 822     | 766 - 822    | المأمون                   | قُتِل سُمَّاً بإيعاز من المأمون          |
| 21      | طَلحة بنُ طاهِر الأول      | 822 - 828     | ؟ - 828      | المأمون                   | حكم حتى مماتِه.                     |
| 22      | عَبْدُ اَلله بنُ طَلْحة        | 828 - 844     | 798 - 844    | المَأمون واَلمُعْتَصِم واَلواثِق  | حكم حتى مماتِه.                     |
| 23      | طاهِر الثَّاني بنُ عَبْدُ اَلله | 844 - 862     | ؟ - 862      | الواثق والمُتوَكِّل والمُنتَصِر  | حكم حتى مماتِه.                     |
| 24      | مُحَمَّد بنُ طاهِر الثَّاني     | 862 - 872     | ؟ - 910      | المُستَعين والمُعْتَز واَلمُهتدي | حكم حتى سقوط خُراسان بيد الصَّفاريُّون. |

ويُمثل سقوط وِلايَة خُراسان عام 872 عَلى يد اَلصَفاريُّون اَلفُرس نِهاية اَلنَّفوُذ اَلعَبَّاسيّ وحُكمِهم بشكل مُباشر عَلى اَلمنْطِقة.
ويكون مدة بقاء خُراسان بيد الخِلافة اَلعبَّاسيَّة 122 عاماً (منها 66 عاماً بشكلٍ فعليَّ مِن خِلال وُلاة وعُمَّال عَليها).
وقد خضِعت أجزاء كبيرة من خُراسان فيما بَعد لحُكم البُويهيُّون ومَن ثُم السَلاجِقة الذين حَكموا بشكلٍ فعليّ وبإسم الخليفة اَلعَبَّاسيّ ولكنَّها لم تَكُن إلا إسميَّاً.

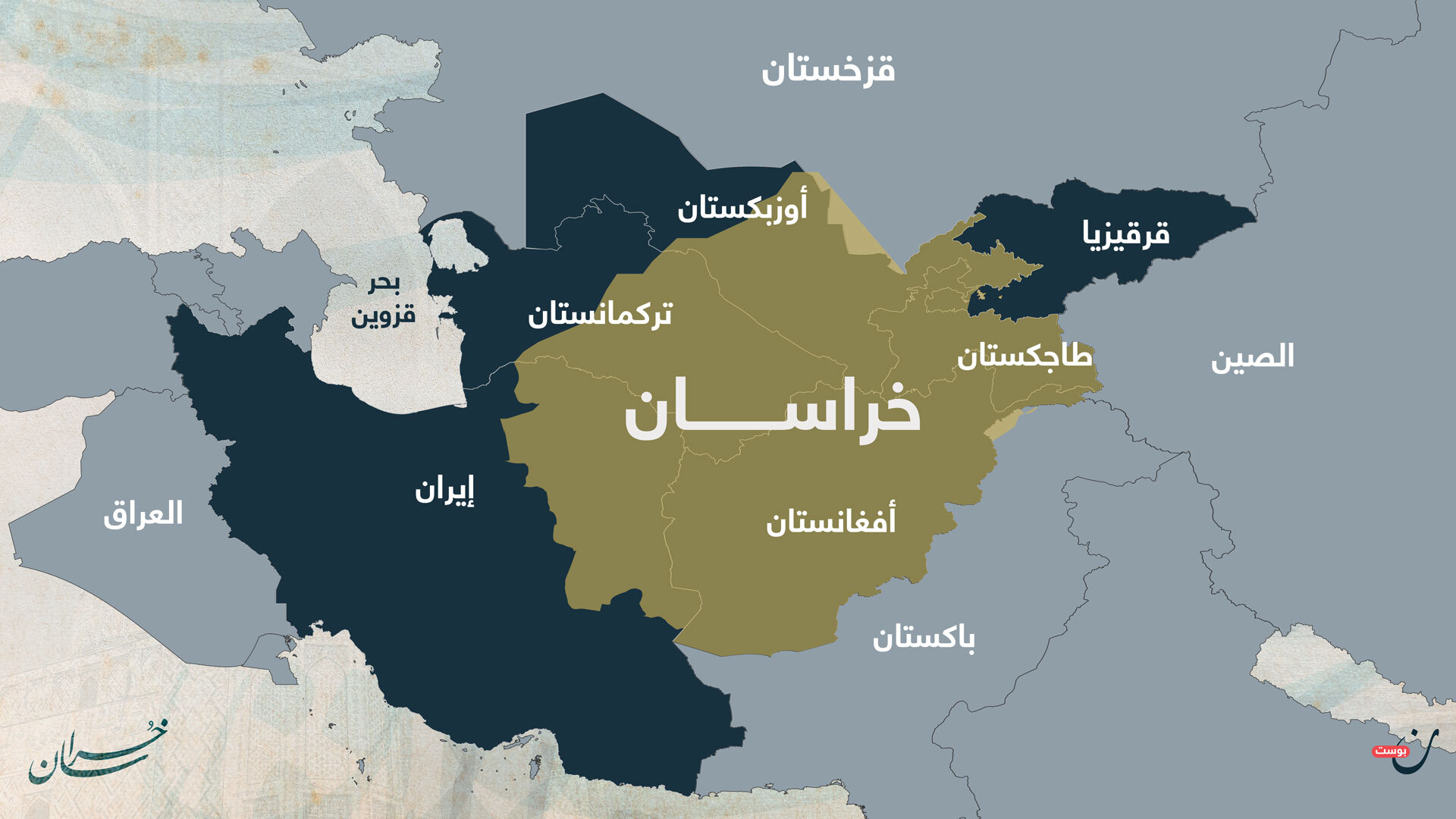
إقليم خُراسان بحسب الحدود الدُّوليَّة الحاليَّة.